# 石川芳美
石川 芳美（いしかわ よしみ、1966年9月22日 - ）は、東京都出身のブーランジェ、経営者。
パリ在住。フランス名はYoshimi Landemaine。
夫でありパティシエのRodolphe Landemaine（ロドルフ・ランドゥメンヌ）と、天然自然酵母を使った伝統的製法にこだわったブーランジェリー・パティスリーを展開。日本ではを4店舗経営。
100％ビーガンのブーランジェリー・パティスリーもパリで店舗拡大中。
日仏の食文化交流の橋渡しをモットーに精力的に活動。30代から描き続けてきた絵の才能を活かし、Maison Landemaine（メゾン ランドゥメンヌ）グループのアートディレクターを務め、アーティストとしても活動中。

## 人物・来歴
20歳の時、地元広島で結婚、3児を育てながらパン教室やパン屋の経営者として充実した日々を過ごすも離婚。
35歳の時渡ったフランスで、ハード系パンを学び、留学会社を立ち上げる中、フランス人パティシエのロドルフと出会い、再婚。
日本人としてパリで生活する中で、「パン職人」「実業家」「アーティスト」としての実績を活かし、「食」「芸術」をキーワードとしたメディア出演や執筆活動などを展開。

## 経歴

### ブーランジェ
1991年-1994年 Home Baking Schoolにて製菓製パンを学ぶ
1995年-2001年 パンとお菓子の教室「Green House」設立、主宰（広島）
2002年 渡仏。下記３店舗にて本場フランスの製パン技術を学ぶ
Boulangerie BONNEAU 75016 Paris
Boulangerie MUNIER courbevoie
Boulangerie Grenier à Pain
2006年 Maison Landemaineオープン（フランス・パリ）
2010年-2018年 パン・お菓子の教室「Ecole Levain D’antan」設立、主宰（東京・六本木）
2010年 ®デザート・ハード フルーツのピューレなど果実や、糖分を使用したハード系食事パンを開発
2011年 Maison Landemaine Paris全店がPUDLO Paris ガイド「Boulanger de l’année 2011」を受賞
2015年 Maison Landemaine Japonオープン（東京・麻布台）
2017年 ヴィーガン・ブリオッシュ 本来卵と乳製品、油脂を使用して作るブリオッシュを植物性原材料のみで再現。パリのシンポジウムで発表。
2018年 米粉の天然酵母 JETRO 日本の米粉を広める「米粉アンバサダー就任」日本の米粉を使った天然酵母の開発に成功。日本の米粉を使用したグルテンフリーのハード系食事パンの開発。コルドンブルーパリにてマスタークラスを担当
2019年 植物性のプロテイン開発に携わる。100％ヴィーガンのブーランジェリー・パティスリー 「Land&Monkeys」オープン（フランス・パリ）。食の展示会「SIRAS」にて４日間のデモンストレーション実施（フランス・リヨン）
2022年 ル・コルドン・ブルーにて在校生によるコンペティションの最終選考審査員を務める

### 経営者
1995年-2001年　パンとお菓子の教室「Green House」設立、主宰（広島）
2004年　パン専門のコーディネーター「Yoshimi Boulangère」として活動を開始
2006年　食専門のコーディネート会社「株式会社Yoshimi Boulangère International」設立（日本）。Maison Landemaine Clichy店（1号店）オープン（フランス・パリ）
2008年　フランスINSEE（ Institut National de la Statistique et des Etudes Economiques) 職業訓練官認定 Yoshimi Formation France 設立（フランス）。Maison Landemaine 2号店オープン（フランス・パリ）
2009年　Maison Landemaine3号店オープン（フランス・パリ）
2010年-2018年　「株式会社Levain D’antan Japon」設立。パン・お菓子の教室「Ecole Levain D’antan」主宰（東京・六本木）
2011年-2014年　Maison Landemaine 4～8号店オープン（フランス・パリ）
2015年　Maison Landemaine Tokyo（1号店）オープン（東京・麻布台）
2016年-2017年　Maison Landemaine 9～12号店オープン（フランス・パリ）
2018年　Maison Landemaine13号店オープン（フランス・リール）。Maison Landemaine Japon2号店オープン（東京・赤坂）
2018年-2019年　Maison Landemaine 14～16号店オープン（フランス・パリ）
2019年　100％ヴィーガンのブーランジェリー・パティスリー 「Land&Monkeys」オープン（フランス・パリ）
2020年　Maison Landemaine 17号店オープン（フランス・パリ）

### アーティスト
2021年　フランスの芸術学校Academie De La Grande Chaumiere Atelier Des Petites Ecuriesにて絵を学ぶ
Juliette Savaëte
Lino Cringoli
Ilan Pariente
に師事